# 百慕大徽章

百慕大纹章上有一头持盾的红色狮子，而盾上有一艘失事的船只. 红色的狮子是英格兰的符号，象征着百慕大与其的关系。失事的船是維吉尼亞公司的旗舰海洋冒险号。1609年，这艘船被舰队司令乔治·萨默斯刻意搁浅在百慕大，以避免其在一场风暴中沉没。船上所有人得以幸免于难，百慕大的聚落也由此产生。 纹章下方的拉丁语格言——Quo Fata Ferunt，意为“无论命运（将我们）载向何方”。